# Pierre Abadie (théologien)
Pour les articles homonymes, voir Pierre Abadie et Abadie.
 (octobre 2015).
Si vous disposez d'ouvrages ou d'articles de référence ou si vous connaissez des sites web de qualité traitant du thème abordé ici, merci de compléter l'article en donnant les références utiles à sa vérifiabilité et en les liant à la section « Notes et références ».
Pierre Abadie, né à Nay, est un ministre protestant du milieu du XVIIe siècle à Pau. Il est surtout connu pour sa controverse contre le jésuite Audebert.